# American Institute of Physics
Pour les articles homonymes, voir AIP.
L'American Institute of Physics (AIP, « institut américain de physique ») est un institut professionnel représentant les physiciens américains, et publiant un certain nombre de journaux de physique. L'institut a été fondé en 1931. Les buts de l'organisation sont de « promouvoir l'avancement et la diffusion de la connaissance de la physique et de son application pour le progrès humain ». L'AIP agit aussi comme institut chapeautant de nombreuses autres organisations liées à la physique.

## Sociétés membres
- Société américaine de physique
- Optical Society
- Acoustical Society of America
- The Society of Rheology
- American Association of Physics Teachers
- American Crystallographic Association
- Union américaine d'astronomie
- American Association of Physicists in Medicine
- American Vacuum Society (en) (AVS) : Science & Technology of Materials, Interfaces, and Processing
- Union américaine de géophysique

## Liste des publications
- Applied Physics Letters
- AIP Center for History of Physics
- Journal of Applied Physics
- Journal of Chemical Physics
- Journal of Mathematical Physics
- Journal of Physical & Chemical Reference Data
- Chaos
- Geochemical Transactions
- Low Temperature Physics
- Physics of Fluids
- Physics of Plasmas
- Physics Today (magazine)
- Review of Scientific Instruments